# Scotia Plaza
Scotia Plaza (рус. Скоша Плаза; Скотиа Плаза) — офисный небоскрёб, расположенный по адресу: 40 Кинг-стрит-уэст, Торонто, Онтарио, Канада. Имея высоту 275 метров, занимает 3-ю строчку в списке самых высоких зданий города, такую же позицию в списке самых высоких зданий страны, 29-ю строчку в списке самых высоких зданий Северной Америки и 150-ю строчку в списке самых высоких зданий мира (на 2015 год). Штаб-квартира банка Scotiabank.

## Описание
В здании помимо офисов расположены 40 торговых точек. Небоскрёб соединён с городской подземной пешеходной сетью PATH. 24 из 68 этажей занимают офисы Scotiabank. Глубина фундамента составляет 33,5 метров — это самый глубокий фундамент в стране, выкопанный под офисное здание. В вертикальной проекции здание имеет форму параллелограмма, а не прямоугольника, как у большинства подобных строений. Облицовка сделана из гранита сорта Красный Наполеон, который был добыт в Швеции и обработан в Италии. Почти на каждом этаже небоскрёба устроены не менее 12 так называемых угловых офисов повышенной комфортности. С восточной и западной стороны здания с последнего до 56 этажа идёт треугольная ступенчатая выемка, которая и позволяет обустройство кабинетов подобного типа. В подвале Scotia Plaza находится единственное в стране банковское хранилище золотых слитков. В здании работает более 8000 сотрудников.
В состав Scotia Plaza включено здание Банка Новой Шотландии (44 Кинг-стрит-уэст), построенное в 1951 году. Оно имеет 27 этажей, высоту в 115 метров, и в 1975 году было включено в Акт о наследии Онтарио. В связи с этим, строительство нового небоскрёба проводилось с повышенной осторожностью, а нынешние хозяева Scotia Plaza отвечают за сохранность исторического здания.
Основные параметры
- Строительство: 1985—1988
- Высота: 275 м
- Площадь помещений: 148 658[7]—190 000[3] м²
- Этажность: 68 надземных и 6 подземных
- Лифтов: 44 плюс 12 эскалаторов
- Архитектор: WZMH Architects[англ.][8]
- Застройщик: Campeau Corporation[англ.], Scotiabank
- Владелец: Olympia and York[англ.] (1988—1993); Scotiabank (1998—2012); Dundee Corporation[англ.] (~66,67 %) и H&R REIT (~33,33 %)
- Парковка: 520 машино-мест

## История
С момента постройки в 1988 году и до своего разорения в 1993 году небоскрёбом владела компания Olympia and York. После этого на протяжении пяти лет, при поддержки других банков, передачу в свою собственность оформлял Scotiabank, который и владел зданием до мая 2012 года. Он стал последним крупным банком страны, который полностью владел собственной штаб-квартирой, не сдавая её в аренду. С тех пор владельцами небоскрёба являются компании Dundee Corporation (2/3) и H&R REIT (1/3). Стоимость последней сделки составила 1,27 млрд. долларов — самая высокая цена офисного здания за всю историю Канады.

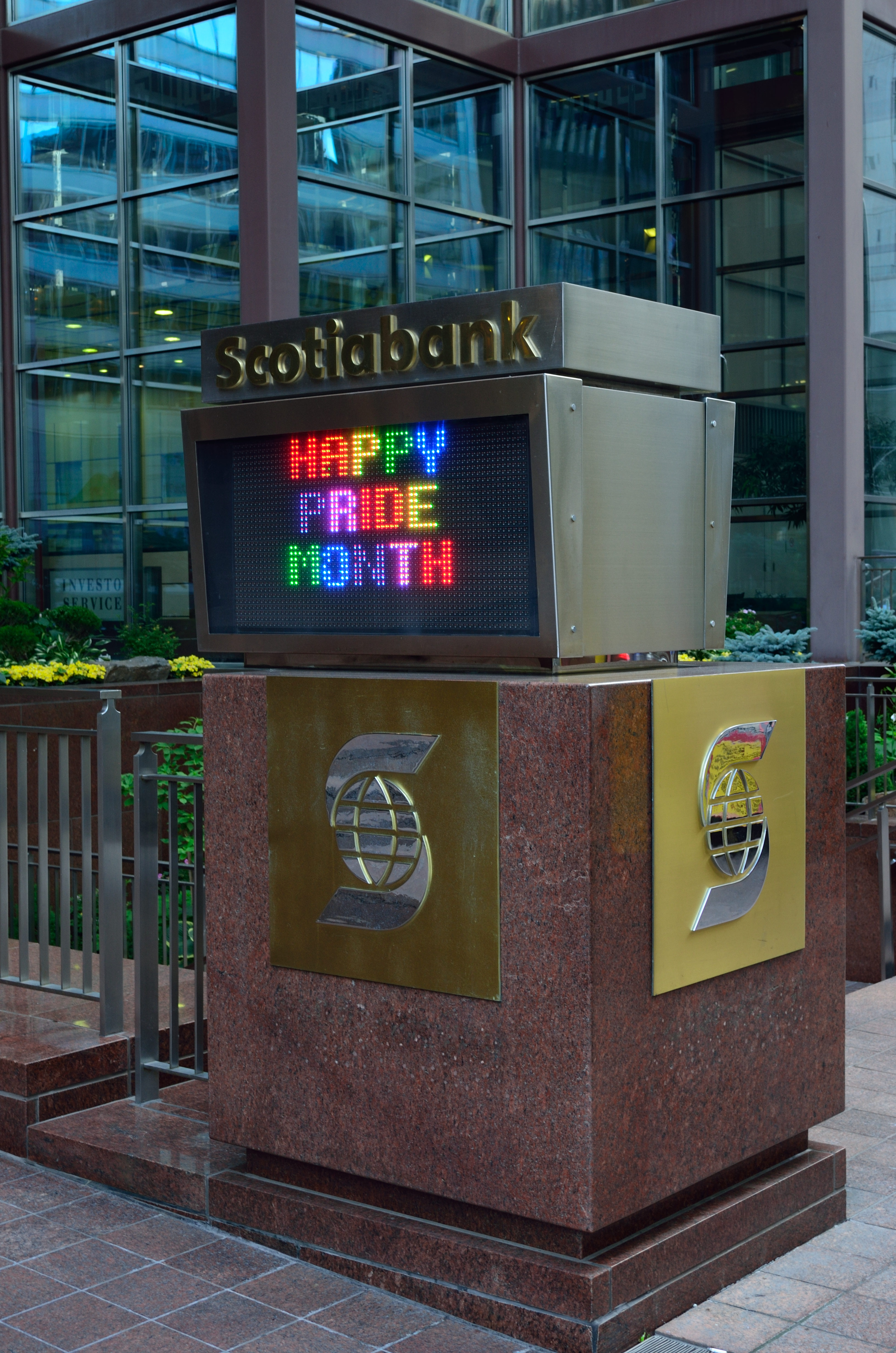
Главный вход. На табло вместо обычных банковских новостей горит поздравление с ЛГБТ-праздником Pride Week.
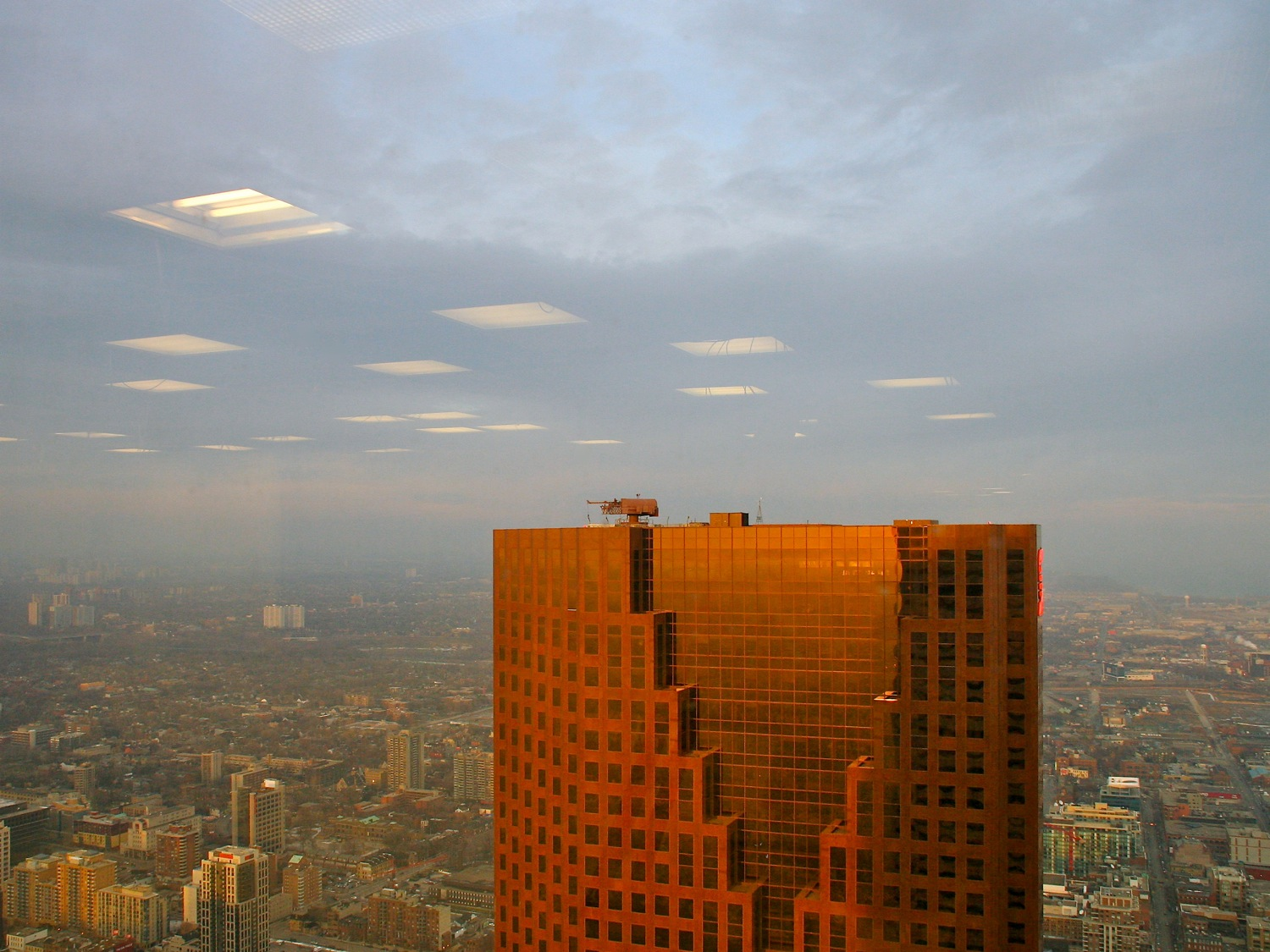
Вершина здания. Хорошо видно, как достигается значительное количество угловых офисов[англ.] на каждом этаже. Кадр из фильма «Марс атакует!» (1996).